# Nantenin Keïta
Nantenin Keïta (5 de noviembre de 1984, Bamako, Mali). Es una atleta franco-maliense que representa a Francia en competición.
Es campeona del mundo de 400 metros para personas con discapacidad visual en 2006, medalla de bronce en 400 metros en el Juegos Paralímpicos de 2008 (al establecer un nuevo récord francés en la disciplina), medalla de bronce en los 100m en los Juegos Paralímpicos 2012 , y campeona Paralímpica de más de 400 metros en el juegos de 2016  en Río de Janeiro.

## Su vida
Nantenin Keïta es la hija del músico maliense Salif Keïta, nacida el 5 de noviembre de 1984 en Mali, Bamako, vino a vivir a Francia cuando tenía dos años, en la provincia de Saint-Quentin-en-Yvelines, en la región de París.
Tiene albinismo hereditario de parte de su padre , una condición que la hace ser muy delicada a la luz del sol y tener problemas con su piel. Su padre decidió que se mudarían a Francia para que ella no sufriera la discriminación que sufrió él por ser un albino negro, además corría el riesgo de ser asesinada debido a las creencias en África donde la gente con albinismo tienen partes de su cuerpo con propiedades curativas para  ciertas enfermedades y son considerados como receptores del presagio o la desgracia. Debido a esto sus padres deciden llevarla a Francia a los 2 años. 
Nació con una discapacidad visual importante, con un 0,7 y 0,8 décimas en los ojos, con distinción de colores y distancias vinculados a este rasgo genético, práctica su actividad deportiva en la categoría paralímpica . Una de sus luchas: ser considerada deportista, intérprete, antes de ser percibida como discapacitada.
Graduada con un BTS (Diploma Técnico Superior) en acción comercial, Nantenin Keïta ha sido empleada desde el 2009 en el grupo Malakoff, Medéric (Malakoff Humanis), el cual respalda su carrera deportiva. En el departamento de recursos humanos, su función es promover la inclusión  de las personas con discapacidad y su desarrollo a lo largo de su trayectoria profesional.
En Bamako, la fundación Salid Keïta cuenta con un equipo de 700 miembros, a quienes Nantenin Keïta y su padre apoyan tanto como pueden, a pesar de sus respectivas agendas y la distancia. La asociación se dedica principalmente a ayudar a los malienses.

## Vida Deportiva
Nantenin Keita utiliza el deporte como una herramienta de superación a sí misma. En su adolescencia probó con varias disciplinas deportivas como el baloncesto y el handball, pero lo que más le llamó la atención fueron las pistas de atletismo. 
Rechaza cualquier tipo de trato especial y entrena con la misma exigencia que los demás atletas, aunque sólo percibe los puntos de referencia de la pista. Ganadora de su primera medalla internacional en el año 2002, al ser subcampeona del mundo en los 400 metros.
Participa en todas las distancias que van desde los 100 a 400 metros y ha participado en 4 olimpiadas y ganado tres medallas. Participó en los paralímpicos de Pekín 2008, obteniendo medalla de bronce en los 400 metros y la plata con 200 metros. En Londres en el año 2012 obtuvo el tercer lugar en los 100 metros.  
La culminación de su éxito fue en los juegos de Río de 2016, donde ganó el oro en 400 metros. Lamentablemente Nantenin Keïta no logra llegar a cierto lugar en la misma distancia de los juegos paralímpicos de Tokio en 2021, siendo su última participación en esta competencia. 
El 11 de julio del 2024, fue nombrada abanderada de la delegación francesa en los juegos paralímpicos de verano 2024 en París, junto al para triatleta Alexis Hanquinquant.
El 28 de agosto de 2024, fue una de las cinco últimas relevistas de la antorcha que encendieron el pebetero de los juegos paralímpicos de verano de 2024. 